# Hederssabeln av det väckta lejonet

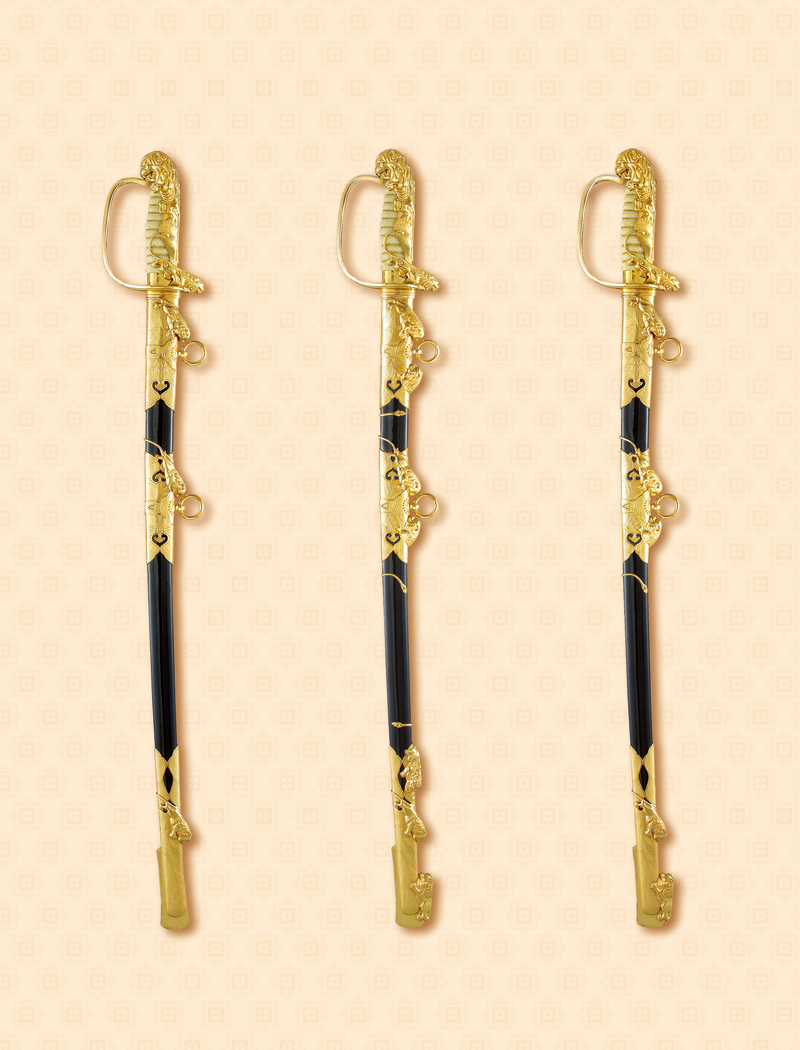
Hederssabelns tre olika klasser från vänster till höger: III, I och II.

Hederssabeln av det väckta lejonet (kinesiska: 醒獅勳刀; pinyin: xǐngshī xūn dāo) var den högsta möjliga utmärkelsen som kan delas till en officerare i republiken Kinas (Taiwans) väpnade styrkor. Hederssabeln tilldelades sådana officerare som hade redan tidigare premierades men behövdes ytterligare något högre erkännande. Utmärkelsen grundades år 1935. Den delades i tre olika klasser som det tredje (5 lejon), det andra (7 lejon) och det första klassen (9 lejon).
Hederssabeln tilldelades aldrig, vilket ledde till det att utmärkelsen avskaffades år 2017.